# Спортски клуб
Спортски клуб, спорт-клуб (енгл. ѕports club) или спортско друштво је организација коју је основао одређен број људи како би се његови чланови бавили одређеним спортом.
Спортски клубови од својих чланова у почетку најчешће траже новац (чланарину) као услов за тренирање и играње утакмица. Не могу сви чланови клуба заједно тренирати и наступати, па тако постоје категорије по годинама: пионири, кадети, јуниори, сениори итд. Многи професионални клубови из разлога квалитета имају одсеке за аматере. Да би могли да учествују у званичним такмичењима, спортисти морају бити регистровани чланови клуба.
На професионалном нивоу долази до већег улога па играчи за одређену своту новца прелазе у друге клубове или играју на позајмици (што је најчешће случај у фудбалу).